# Der Jude im Dorn

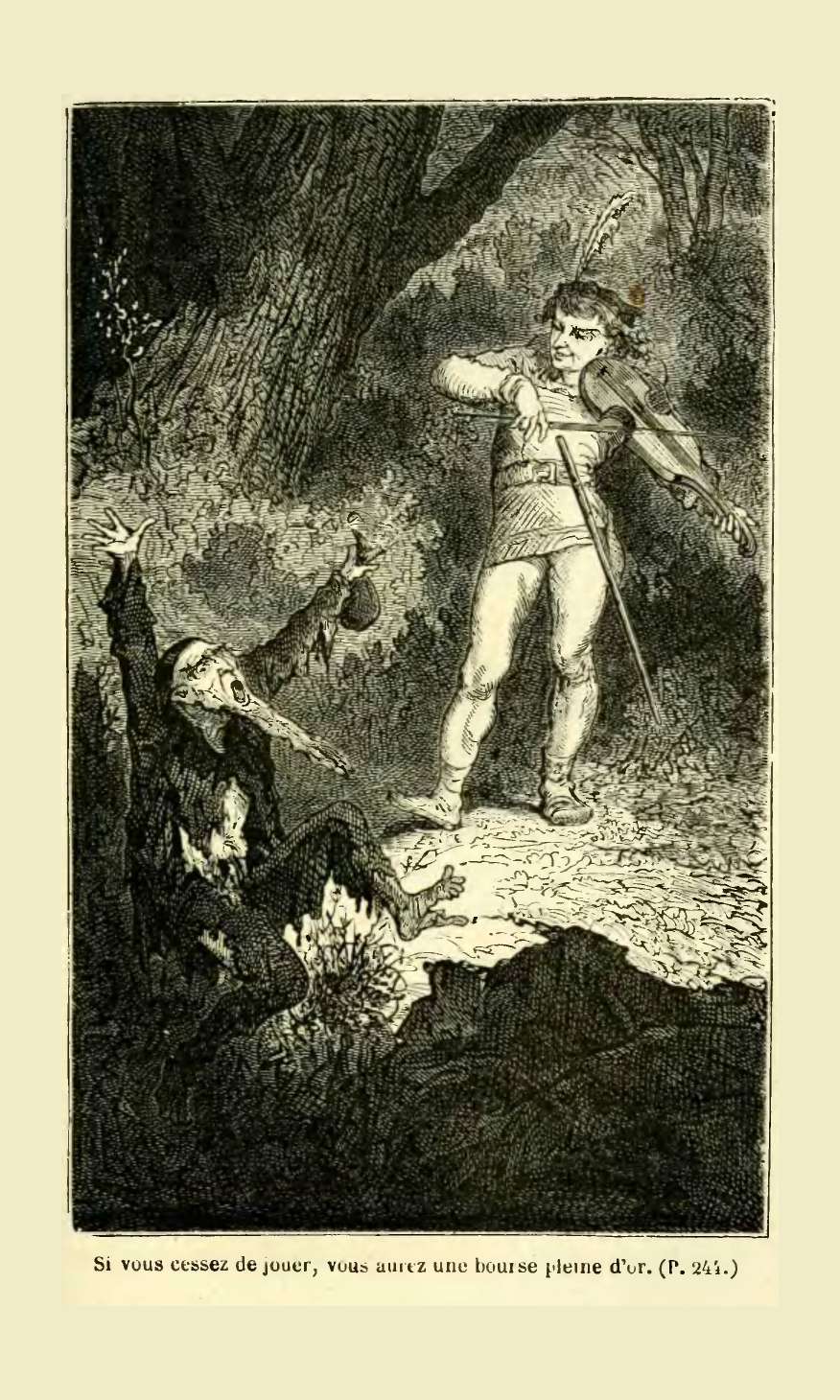
Illustration von Frédéric Baudry, 1855

Der Jude im Dorn ist ein Märchen, das in den Kinder- und Hausmärchen der Brüder Grimm an Stelle 110 (KHM 110) steht. In der 1. Auflage lautete der Titel Der Jud’ im Dorn. Das Märchen schildert einerseits die Macht der Musik, trägt aber auch antisemitische Züge.

## Erstausgabe

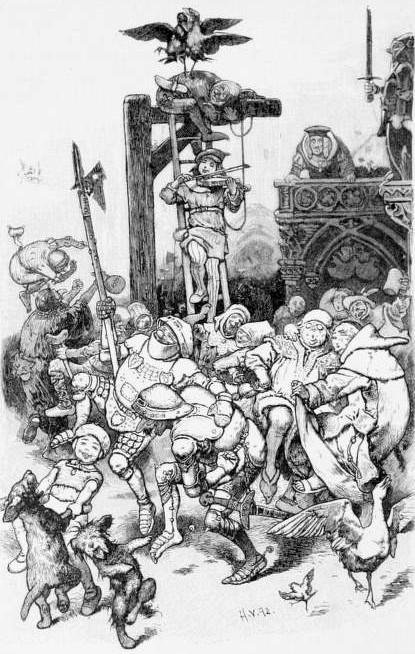
Der Knecht spielt am Galgen. Illustration von Hermann Vogel

Ein guter Knecht bekommt von seinem geizigen Herrn nach drei Jahren nur drei Heller ausbezahlt und gibt sich zufrieden, weil er von Geld nichts versteht. Er begegnet einem kleinen Männchen, das ihm das Geld abbittet und ihm, als es sein gutes Herz sieht, drei Wünsche gewährt. Er wünscht sich ein Vogelrohr, das alles trifft, eine Geige, zu deren Musik jeder tanzen muss, und dass ihm niemand einen Wunsch abschlagen kann. Er begegnet einem Juden, dem er mit dem Vogelrohr einen Vogel vom Baum schießt. Als der aber durch die Dornen kriecht, um den Vogel zu holen, lässt der Knecht ihn tanzen, bis er von ihm eine hohe Geldsumme erhält, die er – allerdings nur in den ersten beiden Ausgaben – eben einem Christen abgeprellt hatte. Der Jude läuft zum Richter, der den Knecht einfangen und zum Tode verurteilen lässt. Auf dem Schafott bittet sich der Knecht aus, noch einmal seine Geige spielen zu dürfen, worauf der ganze Marktplatz so lang und so wild tanzen muss, bis er freigesprochen wird. Unter der Drohung des Knechts, er werde erneut aufspielen, schreit der Jude, er habe das Geld gestohlen, und wird gehängt.

## Spätere Ausgaben

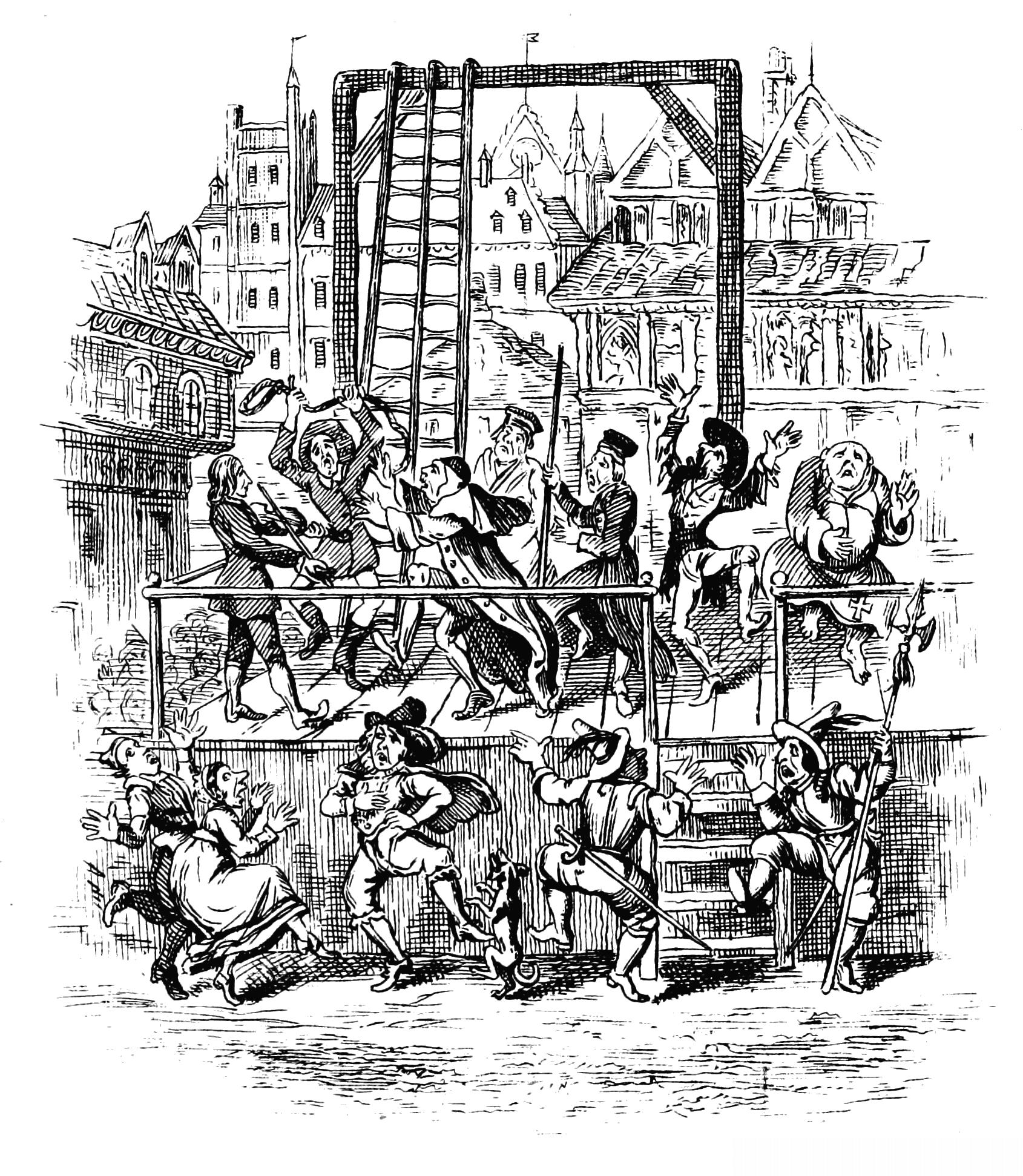
Illustration von George Cruikshank, 1876

Wilhelm Grimm versah speziell den Text ab der Kleinen Ausgabe von 1825 mit volkstümlich-derben Redensarten. Er charakterisiert den Knecht als fleißig („alle Morgen der erste aus dem Bett und abends der letzte hinein“), den Juden als habgierig: „du miserabler Musikant, du Bierfiedler: wart, wenn ich dich allein erwische! ich will dich jagen, daß du die Schuhsohlen verlieren sollst: du Lump, steck einen Groschen ins Maul, daß du sechs Heller werth bist“.
Die dritte Auflage 1837 ist einerseits bedeutend erweitert. Die Titelfigur wird zusätzlich als der „Jude mit langem Ziegenbart“ beschrieben, seine Bekleidung ist ein „schäbiger Rock“, und seine Reden wie auch diejenigen des Knechts sind weitschweifig ausgeführt. Andererseits werden nun die genaue Höhe des Geldbetrages und dessen Herkunft nicht mehr angegeben.

## Herkunft

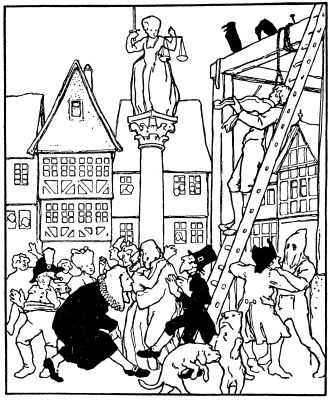
Illustration von Otto Ubbelohde, 1909

Die Kinder- und Hausmärchen der Brüder Grimm enthalten das Märchen ab dem zweiten Teil der 1. Auflage von 1815 (da Nr. 24, Titel: Der Jud’ im Dorn) als Nr. 110. Laut der Anmerkung der Brüder Grimm beruht es auf der Komödie Historia von einem Bawrenknecht von Albrecht Dietrich (dort heißt der Knecht Dulla und der Jude ist ein Mönch) und einem „Fastnachtspiel von Fritz Dölla“ von Ayrer. Sie bringen ihn mit Till Eulenspiegel in Verbindung. Daneben verwendeten sie eine „ganz einfache Erzählung aus dem Paderbörnischen“ (Familie von Haxthausen) und eine „aus Hessen“. Letztere beginnt wie die Dummlingsmärchen, der jüngste wünscht sich „einen Hut, der aus der Irre auf den rechten Weg führt, einen Wünschring, eine Geige, die alles zum Tanzen zwingt“, und macht am Schluss alle reich. „Die Sage vom Tanzen in den Dornen“ sei „sehr verbreitet“, sie erwähnen KHM 56 Der Liebste Roland.
Das zentrale Motiv vom magischen Musikinstrument stammt wohl aus Heldenepen. Als früheste Fassung vom Tanz in der Dornhecke (AaTh / ATU 592) gilt die englische Verserzählung Jak and his Step Dame aus dem 15. Jahrhundert, auch The Frere and the Boye, die, auch ins Niederländische übersetzt, von dort aus zur Grundlage für Dietrich Albrechts Verserzählung Eine kurtzweilige Historia, welche sich hat zugetragen mit einem Bawrenknecht vnd einem Münche wurde. Jakob Ayrers Faßnachtspiel von Fritz Dölla mit seiner gewünschten Geigen verstärkt die antikatholischen Züge mit dem Mönch anstatt der Stiefmutter als Gegenspieler. Tobiáš Mouřenín übersetzte Albrecht als Historia kratochvilná o jednom sedlském pacholku 1604 ins Tschechische. Dabei wurde aus dem Mönch ein Jude, so auch in dem aus dem Niederländischen übersetzten Schwankbuch Der Geist von Jan Tambaur. Walter Scherf zufolge wurde also ein Märchenstoff der Ablösekonflikte zum Tendenzstück: Die Güte des Knechts wird betont, der Jude vorverurteilt. Der Jude im Dorn beruhe auf einer Lektüre Albrecht Dietrichs. Antijüdische Tendenzen wurden zur 3. Auflage noch verstärkt. Zu dem in der Volksliteratur verbreiteten Motiv von der unerwarteten Wendung durch letzte Bitte unter dem Galgen nennt Scherf KHM 116 Das blaue Licht und Till Eulenspiegels Historie 56.
Zum zauberkräftigen Männchen siehe auch KHM 97 Das Wasser des Lebens. Zum Schimpfwort „Bärenhäuter“ vgl. KHM 101 Der Bärenhäuter, zu „ein Stein auf dem Erdboden möcht sich erbarmen“ KHM 1 Der Froschkönig oder der eiserne Heinrich und KHM 80 Von dem Tode des Hühnchens. Vgl. zu „au weih geschrien“ KHM 7 Der gute Handel; später Das treue Füllchen in Johann Wilhelm Wolfs Deutsche Hausmärchen; vgl. Nr. 21 Der Bärensohn in Ulrich Jahns Volksmärchen aus Pommern und Rügen.

## Kritik
Dem Märchen wurde vorgeworfen, das Stereotyp des „geldgierigen“, „hinterlistigen“, „verleumderischen“ Juden zu verbreiten. Der Jude in dem Märchen erfülle ein negatives Klischee aus den Lebzeiten der Gebrüder Grimm. Das Märchen sei Produkt eines Vorurteils, für das es in der Geschichte selbst keinerlei konkrete Anhaltspunkte gebe. Theodor W. Adorno stellt Beziehungen zwischen dem Märchen und Walthers Probelied in Richard Wagners Oper Die Meistersinger von Nürnberg her und fußt darauf seinen kanonisierten Antisemitismusverdacht.
Vgl. Immanuel Weissglas’ Gedicht Dornrose.